# Oberes Schloss Leitershofen

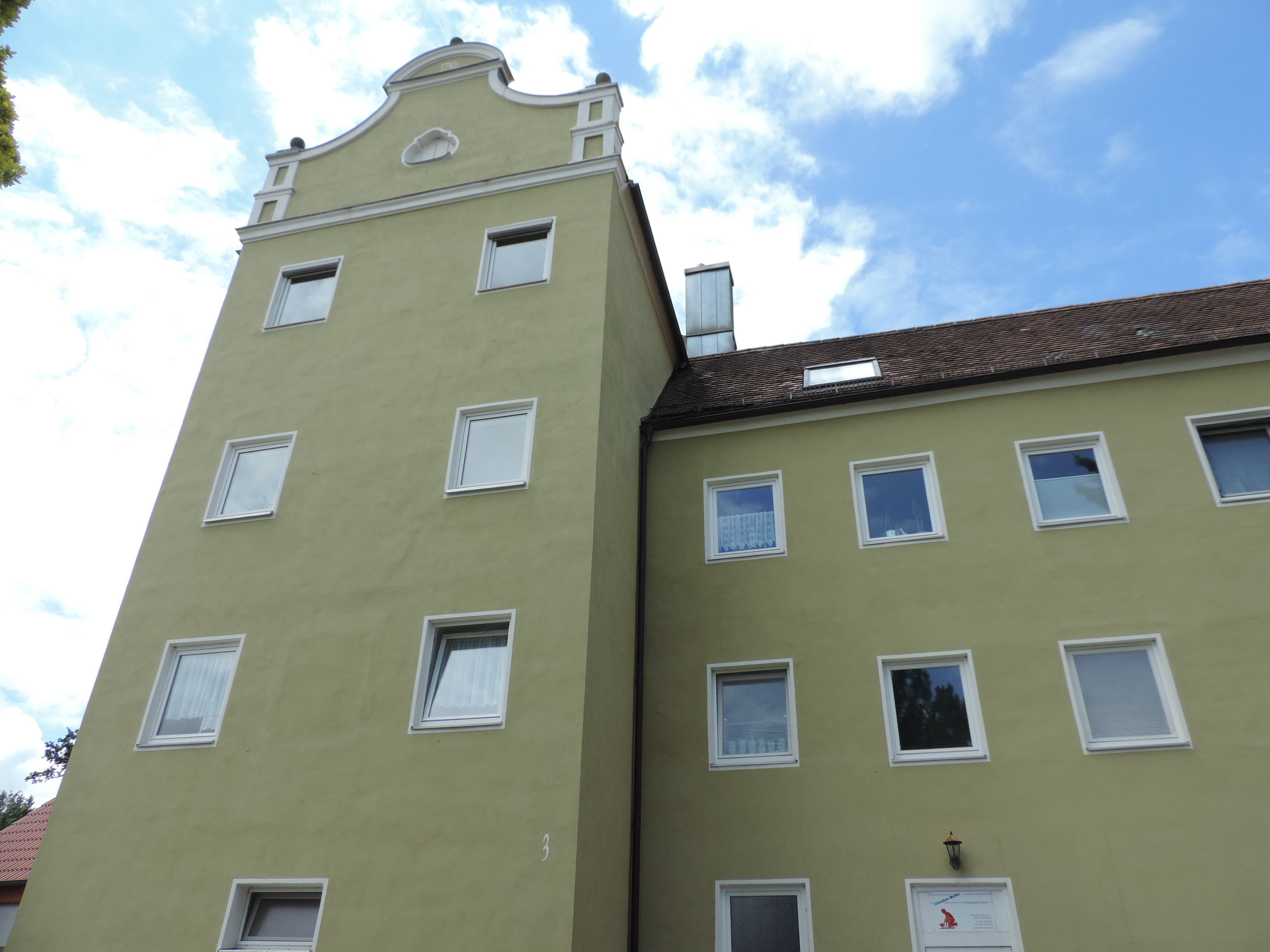
Westfront des Oberen Schlosses Leitershofen

Das Obere Schloss Leitershofen liegt in Leitershofen, einem Ortsteil der Stadt Stadtbergen im Landkreis Augsburg. Es ist ein dreigeschossiges winkelförmiges Hauptgebäude mit Satteldächern.

## Geschichte
Leitershofen war in Besitz mehrerer Augsburger Patrizier, u. a. der Rehlinger, Welser und Fugger, die um 1730/40 den heutigen Bau errichten ließen. 1761 veräußerten die Fugger das Schloss an Johann Baptist Duile, Kellermeister des Klosters St. Ulrich und Afra zu Augsburg. Letztgenannter ließ 1769 eine Hauskapelle einrichten. Die Kapelle besaß auch einen Kreuzpartikel.
Wenige Jahre später verkaufte Duile das Gebäude an das Augsburger Stift St. Georg, das es 1776 an Madame Sautier weiter veräußerte. Deren Sohn war bis 1897 Eigentümer des Areals. Es folgten weitere Besitzer u. a. die Geschlechter derer von Langenmantel und Moy. Um 1970 erfolgte der Umbau zu einer Limonadenfabrik, die dort bis 1997 existierte, zu einem Wohngebäude.